# 田兵
田兵（1915年—2003年），原名王自成，字从化，笔名狂涛、若水等，男，山东临沂人，中国诗人、民间文学研究家。曾任中国民间文艺研究会理事。